# Pharmazentralnummer

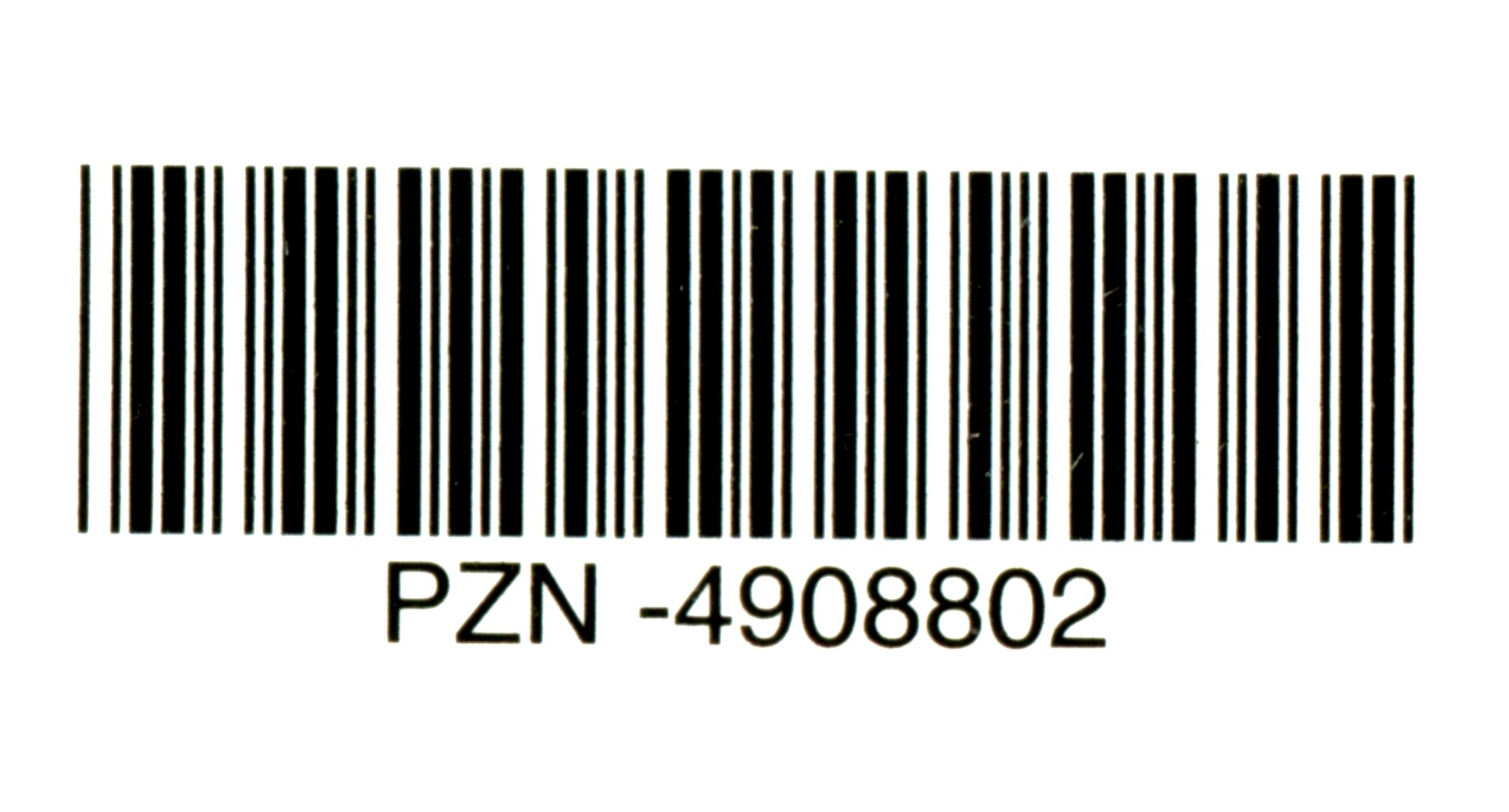
Pharmazentralnummer auf dem Boden einer Packung

Die Pharmazentralnummer (PZN) ist ein in Deutschland bundeseinheitlicher Identifikationsschlüssel für Arzneimittel, Medizinprodukte und andere sonstige apothekenübliche Produkte.

## Beschreibung
Die PZN ist eine achtstellige Nummer (7 Ziffern + Prüfziffer) mit vorangestelltem Minus-Zeichen, die Arzneimittel nach Bezeichnung, Darreichungsform, Wirkstoffstärke und Packungsgröße eindeutig kennzeichnet. Sie wird im Klartext (Zahlen) mit vorangestelltem „PZN“ und als Strichcode (Code39) auf jede Arzneimittelpackung aufgedruckt, wobei die Zeichenfolge „PZN“ nicht im Strichcode enthalten ist.
Ursprünglich wurde die PZN für die rasche und fehlerfreie Übertragung von Bestellungen der Apotheken bei den Arzneimittelgroßhandlungen entwickelt. In der Logistikkette (Bestellung, Warenausgang, Wareneingang, Rechnungsstellung) ist sie im Pharmabereich allgemein verbreitet.
Zusätzlich wird die PZN bei der Abrechnung der Apotheken mit den Krankenkassen genutzt. Dazu werden in den Apotheken bei der Abgabe der Arzneimittel die Pharmazentralnummern gescannt und maschinenlesbar auf die Rezepte aufgedruckt. Die Daten der gesetzlich Krankenversicherten werden per EDV erfasst und als Daten und Grafikdateien (Images) an die gesetzlichen Krankenkassen weitergeleitet. Bei Rezepten für Versicherte privater Krankenversicherungen werden die Pharmazentralnummern entweder handschriftlich auf den Rezepten vermerkt oder auch aufgedruckt, die Angabe der Pharmazentralnummer ist aber nicht unbedingt für die Abrechnung erforderlich.
Versandapotheken ermöglichen in der Regel die direkte Eingabe der PZN in ihre Bestellmaske. Mit der Einführung des elektronischen Rezepts wird die Pharmazentralnummer weiter an Bedeutung gewinnen.
Die PZN ist nicht nur auf Deutschland begrenzt, es gibt diese auch in Österreich. Dort sind bei Arzneispezialitäten die ersten 6 Stellen der 7-stelligen PZN (6 Stellen + Prüfziffer) in die EAN-Nummer integriert (Format 908888zzzzzzP). Die Packungen tragen einen EAN 13-Strichcode. In Deutschland hingegen ist diese Integration derzeit nicht realisiert, mit der Folge, dass etliche freiverkäufliche Arzneimittel sowohl eine eigene EAN als auch PZN haben. In diesem Fall wird aber nur der EAN-Strichcode auf der Packung angegeben und die PZN lediglich im Klartext genannt.
In Deutschland wird die PZN von der Informationsstelle für Arzneispezialitäten (IFA) vergeben.
Eine weitere Anwendung sind die Bundeseinheitlichen Medikationspläne. Dort erscheint die PZN im rechts oben aufgedruckten DataMatrix-Code und dient somit der schnellen und fehlerfreien Übertragung dieses Plans von Papier in elektronische Form.

## Besondere Pharmazentralnummern
Neben den zentral vergebenen Pharmazentralnummern gibt es einen Bereich zur hausinternen Verwendung für Apotheken. Diese Nummern beginnen mit 080, 081, 082 oder 083. Pharmagroßhändler können für Produkte, die keine Pharmazentralnummer haben, Nummern vergeben, die mit 050 beginnen. Für einige Produkte – die keine Pharmazentralnummer haben, aber trotzdem auf Rezept abgerechnet werden (zum Beispiel in der Apotheke hergestellte Produkte oder Einzelimporte) – werden Pharmazentralnummern verwendet, die mit 09999, 02566 oder 02567 beginnen.

## Erweiterung auf 8 Stellen
Im November 2010 gab die Informationsstelle für Arzneispezialitäten (IFA) die Erweiterung der PZN bekannt. Zum 1. Januar 2013 wurde die PZN auf 8 Stellen erweitert. Die bisherigen 7-stelligen PZN werden beibehalten und durch eine führende Null auf 8 Stellen erweitert. Neue PZN werden so lange mit führender Null vergeben, bis der alte Nummernkreis erschöpft ist. Die letzte Stelle bildet weiterhin die Prüfziffer.

## Struktur des Barcodes
Im Barcode wird neben den sieben bzw. acht Ziffern ein führendes Minuszeichen codiert. Dieses dient zur Erkennung der PZN; es ist in der ISO/IEC 15418/ANSI MH10.8.2 als Erkennungsmerkmal für den PZN-Code reserviert. Eine PZN wird in einem Strichcodetyp Code 39 (ISO/IEC 16388) kodiert. Die achtstellige PZN ist abzugrenzen vom achtstelligen EAN-8-Code, der eine andere Codeart darstellt und in der ISO/IEC 15420 spezifiziert ist. Die Unterscheidung zwischen den zwei Codearten (und indirekt der kodierten Dateninhalte) wird über die Identifier gemäß ISO/IEC 15424 vorgenommen.
Die Integration der PZN in einen EAN-Code wurde durch die Erweiterung auf 8 Stellen schwierig, da die EAN nur einen sehr begrenzten Nummernkreis mit 13 Stellen aufweist (GTIN: „Global Trade Item Number“ im EAN-13-Code). Eine häufige Konstellation der GTIN ist eine 5-stellige Artikelnummer, der die Herstellerkennung und die Nummer der GS1-Ausgabestelle für die Herstellernummer vorangestellt wird. Für eine 8-stellige Artikelnummer gibt es daher ein Platzproblem im EAN-13-Code.
Mit der Einführung des securPharm-Systems (s. u.) wurde der GTIN-Nummernbereich 04150xxxxxxxxP für die Codierung von deutschen PZNs in Form einer GTIN reserviert (04150=Registrierungscode für NTIN-codierte PZNs in einer GTIN-14, bei GTIN-13 ohne führende 0).

## Anpassung an die EU-Richtlinie 2011/62/EU
Mit dem Projekt securPharm wird die nationale (deutsche) PZN in eine international eindeutige und unverwechselbare Artikelnummer überführt. Die Notwendigkeit dafür ergibt sich aus der Richtlinie 2011/62/EU („Fälschungsschutzrichtlinie“). Diese Richtlinie verlangt in allgemeiner Form eine Erkennungsmöglichkeit von gefälschten Arzneimitteln und/oder manipulierten Verpackungen. securPharm setzt die EU-Richtlinie um, indem die PZN in einen Datenrahmen nach internationalen ISO-Normen eingefügt wird (ISO/IEC 15459-2, ISO/IEC 15418, ISO/IEC 15434). Die ISO 22742 nutzt diese Normen und zeigt die allgemeinen Regeln. securPharm nutzt das Prinzip der ISO 22742 und nennt das Ergebnis PPN Pharmacy Product Number. Um der EU-Richtlinie gerecht zu werden, wird die PPN (mit unverändert integrierter PZN) mit einer Seriennummer (herstellerspezifisch, nicht deterministisch) ergänzt. Dazu kommt eine Chargenbezeichnung und ein Verfallsdatum.
Ein klassischer Strichcode vom Typ Code39 wie bei der bisherigen PZN würde mit der Informationsmenge viel zu groß werden. Aus diesem Grund wird die komplette PPN in einem DataMatrix-Code (ISO/IEC 16022) kodiert. Da die EU-Richtlinie in nationales Recht umgesetzt werden muss, ist mit einer flächendeckenden Nutzung bis 2016 oder 2017 zu rechnen.
Zum 9. Februar 2016 wurde die Verordnung (EU) 2016/161 im Amtsblatt der Europäischen Union veröffentlicht. Die Verordnung muss nicht in nationales Recht überführt werden. Sie ist gültig und binnen einer dreijährigen Frist (bis zum 9. Februar 2019) müssen die Vorgaben für alle verschreibungspflichtigen Arzneimittel umgesetzt werden.
Die PPN (bis 18-stellig, alphanumerisch) ist sehr flexibel und kann daher ohne weiteres andere Artikelnummernsysteme durch die Definition eines PraCodes integrieren. Dies erlaubt weiterhin die Nutzung der in die PPN integrierten Artikelnummernsysteme (somit bestehender Datenbanken, Tabellen etc.). Übersetzungstabellen zwischen unterschiedlichen Artikelnummernsystemen entfallen dadurch vollständig.

## Weitere Ordnungsnummern
Die WHO hat mit ATC ebenfalls ein System zur Klassifizierung von Medikamenten nach deren Wirkkomponenten und pharmakologischen, chemischen und therapeutischen Eigenschaften geschaffen.